# Чунакова, Ольга Михайловна
Ольга Михайловна Чунакова (род. 11 июня 1948, Актюбинск) — советский и российский востоковед-иранист, литературовед, историк, специалист по иранскому историческому языкознанию, среднеперсидскому (пехлевийский) языку и литературе, среднеперсидскому (манихейскому), парфянскому, согдийскому языкам, манихейской литературе. Кандидат исторических наук, доктор филологических наук, заведующая сектором Среднего Востока  Института восточных рукописей РАН, профессор СПбГУ.

## Биография
Ольга Михайловна Чунакова родилась 11 июня 1948 г. в г. Актюбинск Казахской ССР. В 1974 г. окончила Восточный факультет ЛГУ. 
В 1971-1973 гг. работала переводчиком в Кабуле. В 1974-1977 гг. училась в аспирантуре ЛО Института востоковедения АН СССР. С 1978 г. научный сотрудник ЛО ИВ АН СССР. 
В 1982 г. под руководством А. Г. Периханян защитила кандидатскую диссертацию «Книга деяний Ардашира Папакана (источниковедческое исследование)» по специальности «Историография, источниковедение и методы исторического исследования» (07.00.09). 
В 1998 г. в СПбГУ защитила докторскую диссертацию «Пехлевийская зороастрийская литература (типологический анализ)».
С 2000 г. является профессором кафедры иранской филологии Восточного факультета СПбГУ. В 2014 г. проходила стажировку в Берлин-Бранденбургской Академии точных и гуманитарных наук под руководством проф. Д. Деркин-Майстерернста.
Читает курсы теоретической и исторической грамматики персидского языка, среднеперсидского (пехлевийского) языка, древнеперсидского языка.

## Научная деятельность
Основная область научных интересов - иранское историческое языкознание, среднеперсидский (пехлевийский) язык и литература, среднеперсидский (манихейский), парфянский, согдийский языки, манихейская литература.
Начиная с 70-х годов занималась исследованием мифоисторической традиции, повествующей о правлении первого сасанидского шаханшаха Ирана (вторая половина III в. н.э.), «Книги деяний Ардашира Папакана», написанной в IV в. Итогом этих штудий стала диссертация «Книга деяний Ардашира Папакана (источниковедческое исследование)» (1982), а также перевод на русский язык самого источника и издание его в 1987 г.
Другим направлением работы стала проблематика, связанная с пехлевийской зороастрийской литературой. В 1990-начале 2000-х годов О.М. Чунаковой было переведено множество зороастрийских текстов, значимых как с литературоведческой точки зрения, так и позиции реконструирования зороастрийской религии, ее этики и обрядов. Так, «Книга о праведном Виразе» повествует о вознесении души и ее странствиях в потустороннем мире. Переводчик сравнивает это сочинение с «Божественной комедией» Данте. Ряд сюжетов говорит о влиянии на литературу средневекового Ирана литератур стран Ближнего Востока и Индии. Результатом исследований этого направления стала докторская диссертация, а также издание пехлевийского зороастрийского словаря

## Основные работы

#### Монографии
- Пехлевийский словарь зороастрийских терминов, мифических персонажей и мифологических символов. М.: Восточная литература, 2004. 286 с.
- Хрестоматия по среднеперсидскому (пехлевийскому) языку. СПб.: Изд-воСПбГУ, 2005. 94с.
- Хрестоматия по авестийскому языку. СПб.: Факультет филологии и искусств СПбГУ, 2008. 174 с.
- Хрестоматия по древнеперсидскому языку. СПб.: Факультет филологии и искусств СПбГУ, 2008. 71 с.
- Среднеперсидский манихейский язык: грамматический очерк. СПб.: Филологический факультет СПбГУ, 2014.

#### Статьи
- «Книги деяний Ардашира сына Папака» // Письменные памятники и проблемы истории культуры народов Востока. М., 1978. C. 68-71.
- О дате редакции «Книги деяний Ардашира, сына Папака» // Вестник древней истории. 1982. № 3. C. 136-145. (совм. с А.Л. Щербановским)
- Цветовая символика в пехлевийских текстах // Петербургское востоковедение. СПб., 1994. Вып. 6. C. 194-201.
- Чем пахли цветы в сасанидском Иране? // Животные и растения в мифоритуальных системах. СПб., 1996.
- Пехлевийский лапидарий // Письменные памятники Востока. 2005. № 2 (3). C. 196-204.
- Парфянские личные имена: семантика и структура // Письменные памятники Востока. 2012. № 1 (17). C. 65-74.
- Новый парфянский манихейский фрагмент // ППВ. 2015. 2 (23). С. 59-64.
- Согдийские фрагменты буддийской сутры // Письменные памятники Востока. 2019. Т. 16. № 4 (39). С. 41-59.

#### Переводы
- Книга деяний Ардашира, сына Папака. Транскрипция текста, перевод со среднеперсидского, введение, комментарий и глоссарий. М., 1987.163 с.
- «Изведать дороги и пути праведных». Пехлевийские назидательные тексты. Введение, транскрипция текстов, перевод, комментарий, глоссарий и указатели. М., 1991.192 с.
- Зороастрийские тексты. «Суждения Духа разума». Сотворение основы (Бундахишн) и другие тексты. М., 1997. 352 с.
- Пехлевийская Божественная комедия. Книга о праведном Виразе (Арда Вираз намаг) и другие тексты. Введение, транслитерация пехлевийских текстов, перевод и комментарий. М., 2001. 206 с.
- Манихейские рукописи из Восточного Туркестана. Среднеперсидские и парфянские фрагменты. Введение, транслитерация, перевод, комментарий, приложения. М.: Издательская фирма «Восточная литература», 2011. 160 с.[4]